# Mar Hicks

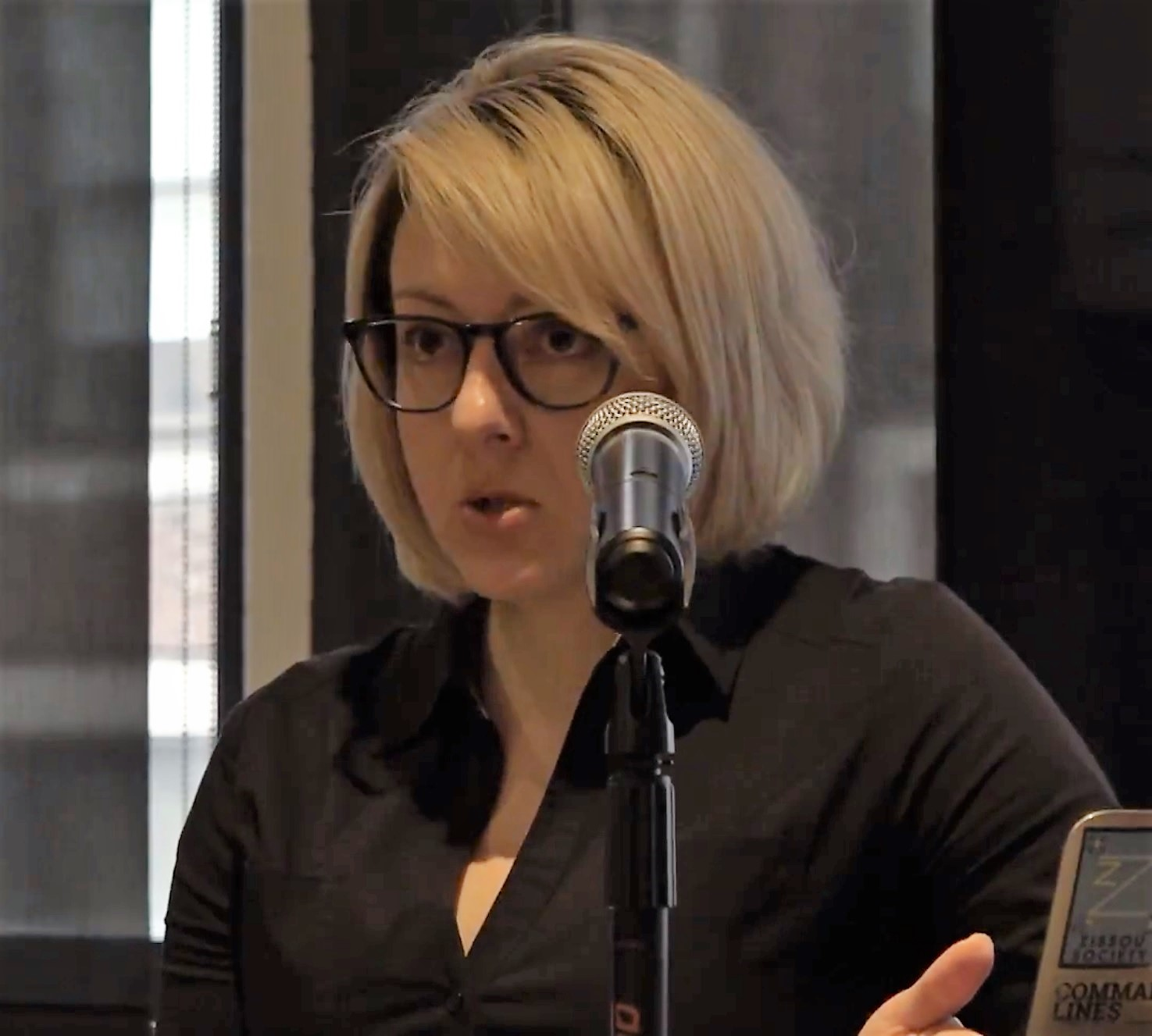
Mar Hicks

Mar Hicks untersucht die Themen Technologie, Gender und das moderne Europa aus historischer Perspektive. Hicks lehrt und arbeitet am Illinois Institute of Technology und schrieb 2017 das Buch Programmed Inequality: How Britain Discarded Women Technologists and Lost Its Edge in Computing. Hicks ist nicht-binär und verwendet die Pronomen they/them. Hicks wuchs in Boston, Massachusetts auf.

## Karriere
Im Jahr 2000 erhielt Hicks einen B.A. in Moderner Europäischer Geschichte von der Harvard University mit ihrer Arbeit The Price of Excellence: Coresidence and Women’s Integration at Oxford and Harvard Universities, 1964–1977. Sie studierte ein Jahr lang als Gaststudentin Geschichte an der University of Oxford. Nach einem M.A. am Department of History der Duke University erwarb Hicks 2009 einen Ph.D., ebenfalls am Department of History der Duke University. Alex Roland betreute Hicks’ Dissertation, Compiling Inequalities: Computerization in the British Civil Service and Nationalized Industries, 1940–1979.
Von 2001 bis 2002 arbeitete Hicks an der Harvard University als UNIX Systemadministrator, wo they nach eigenen Angaben als Autodidaktin arbeitete. Hicks sagte, die Position habe their Arbeit an der Technologie beeinflusst.
Von 2005 bis 2011 war Hicks Gastdozentin an der North Carolina State University in Raleigh, North Carolina. Von 2010 bis 2011 war Hicks Gastassistenzprofessorin an der Duke University in Durham, North Carolina. Von 2011 bis 2018 war Hicks Assistant Professor am Illinois Institute of Technology in Chicago. Von 2017 bis 2018 war Hicks Assistenzprofessor für Technikgeschichte an der University of Wisconsin-Madison. Im Jahr 2018 wurde Hicks auf eine außerordentliche Professur mit Tenure am Illinois Institute of Technology berufen.

## Forschung
Hicks’ Arbeit konzentriert sich auf Fragen der Geschlechterdiskriminierung in der Computerindustrie. Their Buch Programmed Inequality: How Britain Discarded Women Technologists and Lost Its Edge In Computing zeigt einen Wechsel in den 1960er und 1970er Jahren auf, in denen Frauen, die in der Computerprogrammierung dominierten, systematisch durch Männer ersetzt wurden, als die Rollen in der Informatik mächtiger wurden.
Hicks ist dafür bekannt, dass they aus dieser Geschichte schöpft, wenn they über aktuelle Gender-Themen in der Computerbranche schreibt. Hicks hat auch über die frühe Geschichte der Computer in der Mainframe-Ära geschrieben, die zeigt, dass Frauen an der Spitze der Schaffung von Computer-Dating-Unternehmen standen, im Gegensatz zu dem, was man früher dachte.
Hicks ist Associate Editor der IEEE Annals of the History of Computing.

## Mitgliedschaft (Auswahl)
- Society for the History of Technology, Vorstand

## Auszeichnungen (Auswahl)
- 2018–2019: National Humanities Center, Triangle Park, North Carolina, Fellow
- 2019: American Historical Association, Herbert Baxter Adams Prize in European History für Programmierte Ungleichheit[19]

## Werke und Publikationen (Auswahl)

### Werke
- Mar Hicks: Programmed Inequality: How Britain Discarded Women Technologists and Lost Its Edge in Computing. MIT Press, Boston 2017, ISBN 978-0-262-53518-2 (englisch).
- Thomas S. Mullaney, Benjamin Peters, Mar Hicks, Kavita Philip (Hrsg.): Your Computer Is on Fire. MIT Press, Cambridge 2021, ISBN 978-0-262-53973-9 (englisch).

### Ausgewählte Publikationen
- Mar Hicks: Only the Clothes Changed: Women Operators in British Computing and Advertising, 1950–1970. In: IEEE Annals of the History of Computing. Band 32, Nr. 4, Oktober 2010, S. 5–17, doi:10.1109/MAHC.2010.55 (englisch).
- Mar Hicks: Brogramme und die Macht der Vaporware. In: CHM Blog. Computer History Museum, 27. März 2013, abgerufen am 11. März 2025.
- Mar Hicks: Against Meritocracy in the History of Computing. In: CORE: The Magazine of the Computer History Museum. Computer History Museum, 2016, S. 28–33 (englisch, online [Memento vom 22. März 2016 im Internet Archive] [PDF; abgerufen am 22. März 2016]).
- Mar Hicks: Computer Love: Replicating Social Order Through Early Computer Dating Systems. In: Ada: A Journal of Gender, New Media, and Technology. Nr. 10, 2016, ISSN 2325-0496, doi:10.7264/N3NP22QR (englisch, adanewmedia.org).
- Mar Hicks: The Mother of All Swipes. In: Logic Magazine. Nr. 2, 1. Juli 2017 (englisch, logicmag.io).
- Mar Hicks: When Winning Is Losing: Why the Nation that Invented the Computer Lost Its Lead. In: Computer. Band 51, Nr. 10, Oktober 2018, S. 48–57, doi:10.1109/MC.2018.3971355 (englisch).
- Mar Hicks: Hacking the Cis-Tem: Transgender Citizens and the Early Digital State. In: IEEE Annals of the History of Computing. Band 41, Nr. 1, 1. Januar 2019, OCLC 1099846368, S. 20–33, doi:10.1109/MAHC.2019.2897667 (englisch).